# Glyptorhaestus nigrifemur
Glyptorhaestus nigrifemur är en stekelart som beskrevs av Hinz 2000. Glyptorhaestus nigrifemur ingår i släktet Glyptorhaestus och familjen brokparasitsteklar. Inga underarter finns listade i Catalogue of Life.